# جورج تيلر
جورج تيلر (بالإنجليزية: George Taylor) (و. 1716 – 1781 م) هو سياسي من المملكة المتحدة. ولد في جمهورية أيرلندا.
توفي عن عمر يناهز 65 عاماً.